# Neogoniolithon scabridum
Neogoniolithon scabridum (Foslie) M. Lemoine, 1966  é o nome botânico  de uma espécie de algas vermelhas pluricelulares do gênero Neogoniolithon, família Corallinaceae, subfamília Mastophoroideae.
- São algas marinhas encontradas na ilha Reunião.

## Sinonímia
- Goniolithon scabridum  Foslie, 1907